# Zmier svetlo s tomu
Zmier svetlo s tomu è una canzone della cantante pop rock slovacca Katarína Knechtová, pubblicata il 30 gennaio 2012 ed estratta come terzo singolo dal suo secondo album Tajomstvá.

## Classifiche
| Classifica (2012) | Posizione massima |
| ----------------- | ----------------- |
| Slovacchia        | 5                 |